# Salvador Montoya Guerrero
 (décembre 2010).
Si vous disposez d'ouvrages ou d'articles de référence ou si vous connaissez des sites web de qualité traitant du thème abordé ici, merci de compléter l'article en donnant les références utiles à sa vérifiabilité et en les liant à la section « Notes et références ».
Salvador Montoya Guerrero, né à Ciudad Acuña, Coahuila, au Mexique le 28 janvier 1919, mort à Odessa au Texas le 8 décembre 2009, est un animateur radio et TV, homme politique et un des rares écrivains dont la vie en tant qu'acteur puis l'œuvre en tant que témoin sont au carrefour du contexte historique de l'immigration déclenchée par la révolution mexicaine,,puis la Grande Dépression, La Seconde Guerre mondiale,,,,le Mouvement des droits civiques aux États-Unis annonciateur de l'élection de Barack Obama après l'ère Bush.
Il participa au débarquement de Normandie,,,, et à la Bataille des Ardennes, puis de retour au pays devint animateur et constatant la discrimination dont souffraient les héros de la guerre même en uniforme, président de la section locale des anciens combattants hispaniques de l'American GI Forum (en), et militant du mouvement des droits civiques des Hispaniques, dont il donne sa vision dans ses mémoires. Hispanique et démocrate dans une ville voisine de celle des futurs présidents George H. W. Bush et George W. Bush, son récit fait partie des rares œuvres telles que Géant à éviter les clichés sur l'Ouest du Texas à l'étranger.

## Parti démocrate (États-Unis)
Il organisa le “Viva Kennedy Club” à Odessa en 1960 et fut élu local en 1978-1991,,.

## Mouvement des droits civiques
Il organisa et fut président de l'Association Politique d'Organisations Hispanophones en 1962 et reçut la Récompense du Citoyen de l'Année 1978 de la Chambre de Commerce Mexicano-Américaine d'Odessa.

## TV/Radio
Il dirigea des émissions radio en espagnol dès 1952 surtout pour transmettre des informations sur le service public à la communauté hispanophone de l'ouest du Texas.
Il reçut dans ses émissions TV et radio de nombreux artistes de musique texane en espagnol et du Nord du Mexique tels que Ramón Ayala.

## Anciens Combattants
Il organisa et fit partie de l' American GI Forum,,, l' American GI Forum Auxiliary et l' American Junior GI Forum en 1953, à Odessa, Texas - ces groupes furent actifs pendant dix ans. Il réorganisa l'American GI Forum en 1975. Il est membre à vie de l'American GI Forum of the U.S.
Il reçut de l'American GI Forum of Texas la “Veterans Hall of Fame Medal” présentée à la Convention de l'État à Lubbock, Texas en 1994.
Il fut commandant du Veterans of Foreign Wars et commandant de la Honor Guard Unit Post 4372 à Odessa, Texas. Il est membre à vie du Veterans of Foreign Wars.

## Franc-Maçonnerie
Il est membre à vie et ancien maître de la loge Andy G. Vaught.

## Médailles
- Good Conduct Medal
- Croix de guerre 1939-1945 octroyée par le général De Gaulle.
- Une Arrowhead device (pointe de flèche de bronze) pour le débarquement de Normandie le 6 juin 1944
- Cinq Service star (étoiles de bataille) pour: Normandie, Europe Centrale, Nord de la France, Ardennes, Bataille du Saillant.

## Hommage officiel
Un centre du 3e âge d'Odessa situé dans un immeuble où il apporta son aide à de futurs dirigeants locaux porte son nom,,.